# Electric Touch
"Electric Touch" (tạm dịch: Cú chạm mãnh liệt) là một bài hát của nữ ca sĩ kiêm nhạc sĩ người Mỹ Taylor Swift hợp tác với ban nhạc rock người Mỹ Fall Out Boy. Được trích từ album tái thu âm thứ ba của cô mang tên Speak Now (Taylor's Version), bài hát được sáng tác bởi Swift kiêm vai trò đồng sản xuất với Aaron Dessner.
Ca khúc được viết vào khoảng đầu năm 2010 nhưng đã bị loại khỏi vòng kiểm duyệt để cho vào danh sách ca khúc từ album gốc. Vào năm 2022, Swift đã bắt tay thực hiện tái thu âm lại bài hát và sản xuất cùng với Dessner. Với giai điệu kết hợp giữa hai thể loại pop punk và pop rock, "Electric Touch" được đặc trưng bởi những nhịp trống đầy sôi nổi cùng với những đoạn riff từ chiếc guitar điện và những quãng giọng cao vút của Swift và Patrick Stump. Bài hát kể về những mối lo ngại trong buổi hẹn hò đầu tiên.
Từ những bài viết nhận xét về album Speak Now (Taylor's Version), nhiều nhà phê bình đã đánh giá cao cho ca khúc vì độ nổi bật đặc biệt cùng với nhịp điệu nặng nề, giai điệu chặt chẽ và màn hòa âm đầy ấn tượng giữa Swift và Stump. Electric Touch ra mắt ở vị trí thứ 37 trên bảng xếp hạng Billboard Global 200 và được xếp hạng tại Canada, Hoa Kỳ, New Zealand, Philippines và Úc.

## Bối cảnh
Taylor Swift đã phát hành album Speak Now vào năm 2010 và sau đó là ba album phòng thu tiếp theo dưới hãng thu âm Big Machine đến tháng 11 năm 2018 khi hợp đồng với hãng đã chính thức hết hạn. Cô đã rời khỏi Big Machine và đã ký hợp đồng với hãng thu âm mới Republic Records. Vào năm 2019, một doanh nhân người Mỹ tên là Scooter Braun đã mua lại hãng thu âm Big Machine. Vào tháng 8 năm 2019, Swift đã tố cáo việc Braun mua lại cả sáu album trên đồng thời cũng thông báo rằng cô sẽ thu âm lại cả sáu album phòng thu đầu tiên để tự mình sở hữu các bản gốc của chúng.
Vào ngày 5 tháng 5 năm 2023, tại buổi biểu diễn Nashville đầu tiên trong chuyến lưu diễn The Eras Tour, Swift đã chính thức thông báo về album tái thu âm tiếp theo là Speak Now (Taylor's Version), đồng thời cô cũng thông báo về ngày phát hành của album, Vào ngày hôm sau, cô đã đăng một bài đăng nói về album này trên mọi nền tảng mạng xã hội. Swift nhấn mạnh những khó khăn mà cô đã từng phải đối mặt trong cuộc sống của mình trong thời gian mà cô viết bản ghi. Vào ngày 5 tháng 6, danh sách bài hát trong album đã chính thức được công bố, trong sáu bài hát còn lại của album có thêm nhan đề "from the Vault", ca khúc Electric Touch được tuyên bố sẽ hợp tác với ban nhạc Fall Out Boy.

## Âm nhạc và ca từ
"Electric Touch" là một bài hát thuộc hai thể loại nhạc pop là pop punk và pop rock được đặc trưng bởi những đoạn riff đầy mơ hồ từ chiếc guitar điện và những nhịp trống được đánh theo kĩ thuật crescendo.
Nhiều nhà phê bình đã để lại nhiều lời nhận xét tích cực cho phần xây dựng của bài hát, họ cảm thấy có những yếu tố nổi bật mang tính "giao hưởng" xen lẫn với một chút sự "bay bổng" chính là điểm đặc biệt của ca khúc. Đặc biệt nhất, họ cũng đánh giá cao cho màn phối hợp của Swift và Stump khi giọng ca "mềm mại" của Swift hài hòa với chất giọng sắc bén của Patrick Stump. Ca khúc theo chân góc nhìn thứ nhất kể về những mối lo lắng, bi quan khi ở trong buổi hẹn hò đầu tiên.

## Phát hành và đón nhận

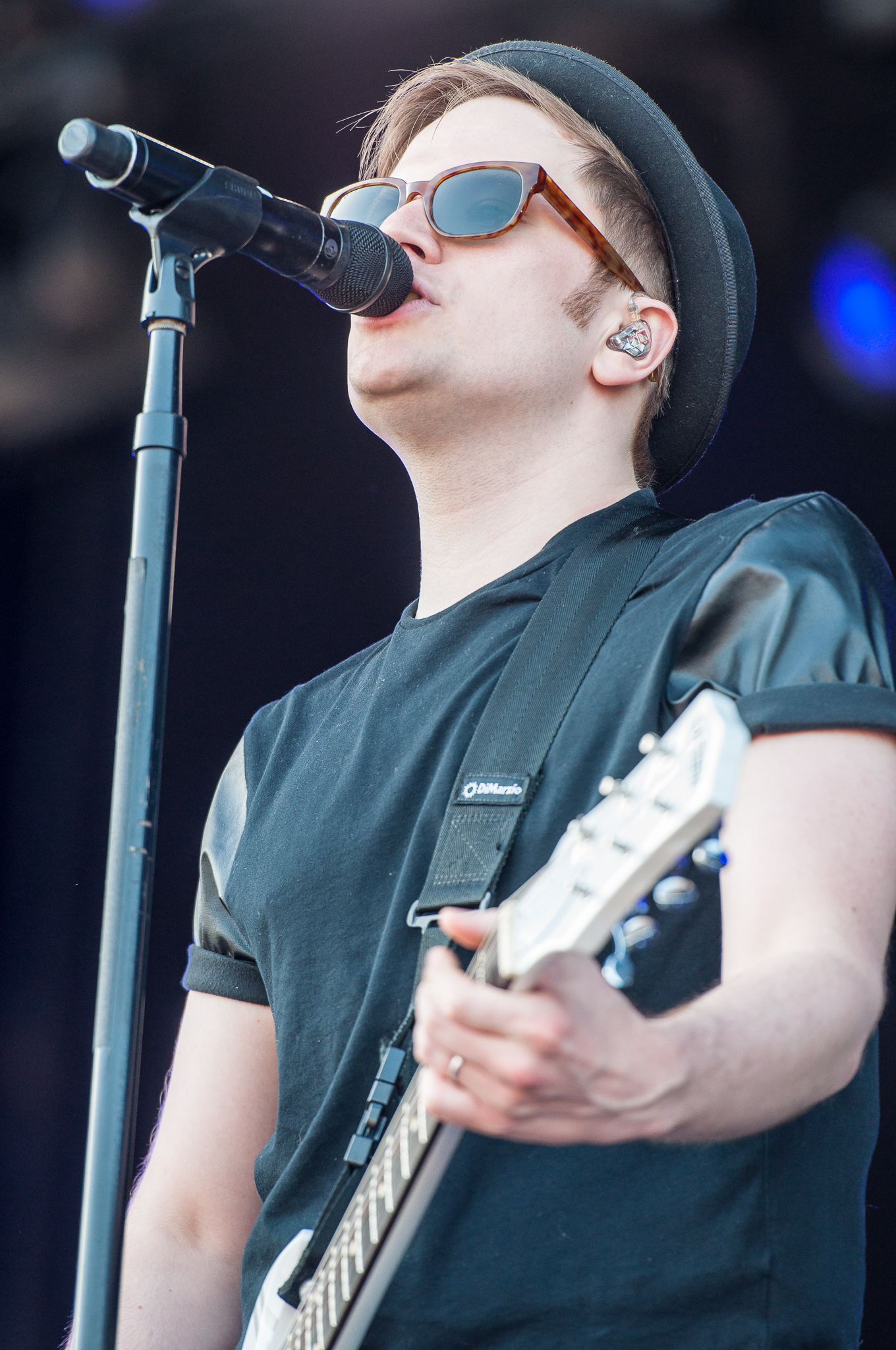
Patrick Stump, người góp giọng cho ca khúc.

"Electric Touch" được đặt ở vị trí thứ 17 trong album và cùng được phát hành vào ngày 7 tháng 7 năm 2023 bởi hãng thu âm Republic Records. Trong tuần đầu tiên ra mắt tại Hoa Kỳ, ca khúc đứng thứ vị trí 35 trên bảng xếp hạng Billboard Hot 100 và vị trí thứ 16 trên bảng xếp hạng Hot Country Songs, đánh dấu bài hát đầu tiên của Fall Out Boy lọt vào bảng này. Ngoài ra, bài hát cũng đứng ở vị trí thứ 37 trên bảng xếp hạng Billboard Global 200 và được xếp hạng ở nhiều quốc gia như Canada, New Zealand, Philippines và Úc.
Rachel R. Carroll từ trang PopMatters đánh giá cao tài năng của Swift khi mà có thể biến tấu toàn bộ ca khúc thành một tác phẩm đậm vị giao hưởng dù chỉ là nhỏ nhất. Mark Sutherland từ tạp chí Rolling Stone UK cho rằng Fall Out Boy đã đưa bài hát lên một "trạng thái bay bổng" nhờ tính pop punk vốn có của bài hát. Bobby Olivier từ tạp chí Spin đã ví bài hát với ca khúc "Castles Crumbling" và cho rằng, "Electric Touch" có nhịp độ mạnh hơn và là một "nhịp điệu được ép theo bốn lớp (four-on-the-floor) guitar đầy vui nhộn" với những nhịp pop rock banger không rõ ràng giữa những tiếng đập kỹ thuật số của Midnights. Laura Shapes từ tờ The Guardian đã gọi "Electric Touch" là một "tiếng nổ đường đua" và đánh giá "cao một chút cho lịch sử xét lại để thực sự tôn vinh Speak Now là một canon theo phong cách emo".
Danielle Chelosky từ trang Uproxx đánh giá cao cho màn kết hợp âm nhạc đầy ăn ý giữa Swift và Stump và phải thừa nhận cho giọng ca đầy "ấn tượng và mê hoặc" của họ. Nhà báo Maura Johnston từ tạp chí Rolling Stone đã ví nhạc phẩm như một "viên ngọc pop lung linh dài 4 phút" và cho rằng, Swift và Stump có màn phối hợp "rất thú vị" với nhau. Trong một bài đánh giá trái chiều khác, Jem Aswad từ tạp chí Variety đã gọi bài hát là ca khúc "From the Vault" kém hấp dẫn nhất về mặt sáng tác và cho lời hát của ca khúc là vô vị, Aswad còn không tin đây thực sự là một bài hát do chính Swift sáng tác.

## Đội ngũ thực hiện
Đội ngũ tham gia sản xuất cho ca khúc được điều chỉnh trong ghi chú trên bìa đĩa của album.
Địa điểm thu âm
- Thu âm tại các phòng thu Black Bird Studios ở Nashville, Tennessee
- Hoàn thiện âm thanh tại phòng thu Electric Lady ở Thành phố New York

Đội ngũ thực hiện
- Taylor Swift – hát chính, sáng tác, sản xuất
- Patrick Stump – hát chính, chơi guitar điện, trợ lý lập trình âm thanh
- Aaron Dessner – sản xuất, lập trình âm thanh, chơi guitar, chơi bass, chơi guitar điện, đánh synthesizer, đánh bộ gõ
- Benjamin Lanz – đánh synthesizer, trợ lý lập trình âm thanh
- James McAlister – đánh synthesizer, trợ lý lập trình âm thanh
- Joe Russo – chơi trống, đánh bộ gõ
- Josh Kaufman – chơi guitar, chơi guitar điện, đánh piano, chơi organ
- Thomas Bartlett – chơi keyboard, đánh piano, đánh synthesizer
- Christopher Rowe – lập trình thanh nhạc
- Bella Blasko – trợ lý lập trình âm thanh
- Jonathan Low – phối khí, lập trình âm thanh
- Randy Merrill – hoàn chỉnh âm thanh

## Bảng xếp hạng
| Bảng xếp hạng (2023)             | Thứ hạng |
| -------------------------------- | -------- |
| Anh Quốc (OCC Singles Downloads) | 82       |
| Anh Quốc (OCC Singles Sales)     | 84       |
| Anh Quốc (OCC Streaming)         | 58       |
| Canada (Canadian Hot 100)        | 46       |
| Hoa Kỳ (Billboard Global 200)    | 37       |
| Hoa Kỳ (Billboard Hot 100)       | 35       |
| Hoa Kỳ (Billboard Hot Country)   | 16       |
| New Zealand (Recorded Music NZ)  | 35       |
| Philippines (Billboard)          | 22       |
| Úc (ARIA)                        | 38       |